# مپی‌واکائین
مپی‌واکائین (انگلیسی: Mepivacaine) یک داروی بی‌حس‌کننده موضعی از نوع آمید است. مپی‌واکائین شروع نسبتاً سریعی دارد (سرعت کمتر از پروکائین و مدت اثر متوسط بیشتر از پروکائین)